# Кристиан III фон Цвайбрюкен
Кристиан III, Граф на Пфалц-Цвайбрюкен-Биркенфелд (на немски: Christian III. von Pfalz-Zweibrücken; * 7 ноември 1674; † 3 февруари 1735) е херцог на Цвайбрюкен от 1731 г. до смъртта си, граф на Раполщайн и член на Пфалц-Цвайбрюкен-Биркенфелд – клон на династията Вителсбахи.

## Живот
Кристиан III е роден на 7 ноември 1674 г. в Страсбург, Франция, син на Кристиан II фон Цвайбрюкен-Биркенфелд и Катарина Агата.
През 1697 г. се присъединява към френската армия и не след дълго през 1702 г. е повишен в звание фелдмаршал. През 1717 г., след смъртта на баща си напуска армията.
По-късно, след договора с курфюрста Карл III Филип сключен на 24 декември 1733 г. в Манхайм, получава титлата пфалц на Цвайбрюкен.
Умира на 3 февруари 1735 г. в Цвайбрюкен и е погребан в Александрийската църква.

## Фамилия
Кристиан III се жени на 21 септември 1719 г. за Каролина (1704 – 1774) в замака Лоренцен, дъщеря на Лудвиг-Крафт, граф на Насау-Саарбрюкен, и Филипина Хенриета фон Хоенлое-Лангенбург. Има четири деца:
- Хенриета Каролина фон Пфалц-Цвайбрюкен (1721 – 1774), призвана за „Великата ландграфиня“

∞ 1741 г. за ландграфа на Хесен-Дармщат – Лудвиг IX (1719 – 1790)
- Кристиан IV (1722 – 1775), княз на Пфалц-Цвайбрюкен

∞ 1751 г. за (морганатичен брак) Мария Камасе, „графиня фон Форбах“ (1734 – 1807)
- Фридрих Михаел (1724 – 1767), пфалцграф и херцог на Цвайбрюкен-Биркенфелд, граф на Раполщайн

∞ 1746 г. за принцеса Мария-Франциска фон Зулцбах (1724 – 1794)
- Кристиана Хенриета (1725 – 1816)

∞ 1741 г. за княз Карл Август Фридрих (1704 – 1763), княз на Валдек и Пирмонт